# ルキウス・ウォルムニウス・フランマ・ウィオレンス
ルキウス・ウォルムニウス・フランマ・ウィオレンス（ラテン語: Lucius Volumnius Flamma Violens、生没年不詳）は紀元前4世紀末から紀元前3世紀初頭にかけての共和政ローマの政治家・軍人。紀元前307年と紀元前296年に執政官（コンスル）を務めた。

## 出自
プレブス（平民）であるウォルムニウス氏族の出身。父も祖父もプラエノーメン（第一名、個人名）はガイウスである。

## 経歴
紀元前307年、ウィオレンスは執政官に就任。同僚執政官はアッピウス・クラウディウス・カエクスであった。ウィオレンスは新たに敵対したサレントゥム（サレント半島）に派遣された。この作戦で彼は多くの戦闘に勝利し、いくつかの都市を攻略し、また戦利品を分配したために、兵士の間で名声を得た。
紀元前296年、第三次サムニウム戦争の最中であったが、ウィオレンスは二度目の執政官に就任した。同僚執政官は前回と同じくアッピウス・クラウディウス・カエクスで、やはり二度目の執政官であった。ウィオレンスは最初サムニウム領に向かった。他方、カエクスはエトルリアと戦っていたが、サムニウム軍がエトルリアに現れたとの情報を得て、ウィオレンスも軍をエトルリアに向けた。当初カエクスは救援は不要としたが、最終的には幕僚たちの意見もあり、これを受け入れた。合流したローマ軍は、敵を撃破した。その後ウィオレンスはサムニウムに引き返した。途中、カンパニアで略奪を行って帰還途中であったサムニウム軍と遭遇し、これに勝利した。ウィオレンスは略奪品を奪い返し、元の持ち主に返還した。
ローマに戻ったウィオレンスは、翌年の執政官選挙を実施した。選挙ではクィントゥス・ファビウス・マクシムス・ルリアヌスとプブリウス・デキウス・ムスを推薦し、両者共に当選した。また、元老院はウィオレンスに翌年もインペリウム（軍事指揮権）を与えた。
紀元前295年、ウィオレンスは前執政官（プロコンスル）として第二及び第四軍団を率いてサムニウムと戦った。リウィウスはサムニウム軍をひきつけてエトルリアへの援軍を制限する戦略であったと考えている。この結果、第三次サムニウム戦争に決着をつけたセンティヌムの戦いでローマ軍は勝利した。ウィオレンスもこの戦いに参加したとの資料もあるが、リウィウスはこれには否定的である。
ウィオレンスはパトリキ (貴族) であるアウルス・ウェルギニウスの娘であるウェルギニア（en）と結婚した。ウェルギニアはプレブスとの結婚を非難され、貞淑の女神であるプディキティア（en）の神殿への参拝を拒否された。ウェルギニアは同様な境遇にある女性のために、自身の屋敷にプディキティア神殿を建立した。

## 参考資料
- ティトゥス・リウィウス『ローマ建国史』
- Smith 's Dictionary of Greek and Roman Biography and Mythology - Lucius Volumnius Flamma Violens